# Lloyd La Beach
Lloyd Barrington La Beach (ur. 28 czerwca 1924 w Panamie, zm. 8 czerwca 1999 w Nowym Jorku) – panamski lekkoatleta, sprinter.
W 1948 pobił rekord świata na 200 metrów, co uczyniło go jednym z faworytów igrzysk olimpijskich w Londynie. Ostatecznie La Beach sięgnął po 2 olimpijskie medale – brązowe krążki zarówno na 100 jak i 200 metrów.

## Rekordy życiowe
- bieg na 100 m – 10.2 (1948)
- bieg na 200 m – 20.7 (1950)